# RuPaul's Drag Race All Stars (ottava edizione)
L'ottava edizione di RuPaul's Drag Race All Stars, è andata in onda negli Stati Uniti dal 12 maggio al 21 luglio 2023 sulla piattaforma streaming Paramount+. Questa stagione è stata annunciata il 18 agosto 2022, e il cast è stato rivelato tramite una live YouTube, sul canale ufficiale dello show il 20 aprile 2023.
Come già accaduto durante la quinta e sesta edizione, viene reintrodotto il format in cui solo la concorrente migliore avrà la possibilità di esibirsi in playback per ottenere il potere di eliminare una delle concorrenti. Questa competizione si svolge in un confronto con una "Lip-Sync Assassin", ossia un'ex concorrente dello show che non è più in gara, ma è ricordata per le sue esibizioni e coreografie durante i playback. Se la concorrente in gara vince, oltre a guadagnare 10000 $, ottiene il potere di eliminare una delle concorrenti che si è comportata peggio nella sfida. In caso contrario, la "Lip-Sync Assassin" rivela il nome più votato da tutte le altre concorrenti, che sarà eliminata, e i 10000 $ saranno aggiunti al montepremi del successivo playback.
Jimbo, vincitrice dell'ottava edizione, ha ricevuto come premio 200000 $, una fornitura di un anno di cosmetici della Anastasia Beverly Hills Cosmetics, una corona e uno scettro di Fierce Drag Jewels.
Inoltre è stata annunciata una competizione parallela per il titolo di Queen of the Fame Games, in cui gli spettatori avranno la possibilità di eleggere la concorrente con i migliori abiti sfoggiati sulla passerella. LaLa Ri, vincitrice del titolo ha ricevuto come premio 60000 $.

## Concorrenti
Le dodici concorrenti che partecipano al reality show sono:
| Concorrente          | Vero nome              | Età | Città                    | Edizione originale          | Posizionamento edizione originale | Posizionamento |
| -------------------- | ---------------------- | --- | ------------------------ | --------------------------- | --------------------------------- | -------------- |
| Jimbo                | James Insell           | 39  | Victoria – Canada        | 1ª edizione Canada          | 4º posto                          | Vincitrice     |
| Jimbo                | James Insell           | 39  | Victoria – Canada        | 1ª edizione UK vs the World | 7º posto                          | Vincitrice     |
| Kandy Muse           | Kevin Candelario       | 27  | The Bronx – New York     | 13ª edizione                | 2º posto                          | 2º posto       |
| Jessica Wild         | José David Sierra      | 42  | Boston – Massachusetts   | 2ª edizione                 | 6º posto                          | 3º posto       |
| Alexis Michelle      | Alexander Michaels     | 38  | New York – New York      | 9ª edizione                 | 5º posto                          | 4º posto       |
| LaLa Ri              | LaRico Potts           | 31  | Atlanta – Georgia        | 13ª edizione                | 10º posto/Miss Simpatia           | 5º posto       |
| Kahanna Montrese     | Tyrone Hardiman        | 28  | Las Vegas – Nevada       | 11ª edizione                | 14º posto                         | 6º posto       |
| Jaymes Mansfield     | James Wirth            | 32  | Las Vegas – Nevada       | 9ª edizione                 | 14º posto                         | 7º posto       |
| Heidi N Closet       | Trevien Anthonie Cheek | 27  | Los Angeles – California | 12ª edizione                | 6º posto/Miss Simpatia            | 8º posto       |
| Darienne Lake        | Greg Meyer             | 50  | Rochester – New York     | 6ª edizione                 | 4º posto                          | 9º posto       |
| Mrs. Kasha Davis     | Edward Popil           | 51  | Rochester – New York     | 7ª edizione                 | 11º posto                         | 10º posto      |
| Naysha Lopez         | Fabian Rodriguez       | 37  | Los Angeles – California | 8ª edizione                 | 9º posto                          | 11º posto      |
| Monica Beverly Hillz | Monica DeJesus Anaya   | 37  | Chicago – Illinois       | 5ª edizione                 | 12º posto                         | 12º posto      |

## Tabella eliminazioni
| Ordine | Episodi  | Episodi  | Episodi  | Episodi  | Episodi | Episodi | Episodi | Episodi | Episodi | Episodi | Episodi  | Episodi    |
| Ordine | 1        | 2        | 3        | 4        | 5       | 6       | 7       | 8       | 9       | 10      | 11       | 12         |
| ------ | -------- | -------- | -------- | -------- | ------- | ------- | ------- | ------- | ------- | ------- | -------- | ---------- |
| 1      | Kahanna  | Jimbo    | Jessica  | Jimbo    | Jimbo   | Kandy   | LaLa    | Alexis  | Jimbo   | Kandy   | Jaymes   | Jimbo      |
| 2      | Alexis   | Heidi    | Jimbo    | Jessica  | Alexis  | Jessica | Jessica | Jessica | Jessica | Jimbo   | LaLa     | Kandy Muse |
| 3      | Jaymes   | Jaymes   | Kandy    | Kandy    | Jaymes  | LaLa    | Jimbo   | Jimbo   | Kandy   | Jessica | Jessica  | LaLa Ri    |
| 4      | LaLa     | Kandy    | LaLa     | Heidi    | Kandy   | Alexis  | Kandy   | Kandy   | Alexis  |         | Alexis   |            |
| 5      | Heidi    | Kasha    | Kahanna  | Kahanna  | LaLa    | Jimbo   | Alexis  | LaLa    |         |         | Kahanna  |            |
| 6      | Kandy    | Jessica  | Jaymes   | LaLa     | Jessica | Kahanna | Kahanna |         |         |         | Darienne |            |
| 7      | Naysha   | LaLa     | Alexis   | Alexis   | Kahanna | Jaymes  |         |         |         |         | Kasha    |            |
| 8      | Jessica  | Darienne | Heidi    | Jaymes   | Heidi   |         |         |         |         |         | Naysha   |            |
| 9      | Jimbo    | Alexis   | Darienne | Darienne |         |         |         |         |         |         | Monica   |            |
| 10     | Kasha    | Kahanna  | Kasha    |          |         |         |         |         |         |         |          |            |
| 11     | Darienne | Naysha   |          |          |         |         |         |         |         |         |          |            |
| 12     | Monica   |          |          |          |         |         |         |         |         |         |          |            |

Legenda
     La concorrente ha vinto la gara
     La concorrente è arrivata in finale ma non ha vinto la gara
     La concorrente ha vinto il titolo di Queen of the Fame Games
     La concorrente ha vinto la sfida, si è esibita in playback e ha vinto
     La concorrente ha vinto la sfida, si è esibita in playback e ha perso
     La concorrente ha vinto la sfida, si è esibita in playback e ha pareggiato con la "Lip-sync Assassin"
     La concorrente figura tra le prime ma non si è esibita in playback
     La concorrente è salva e accede alla puntata successiva (l'ordine di chiamata è casuale)
     La concorrente figura tra le ultime ma non è a rischio eliminazione
     La concorrente figura tra le ultime ed è a rischio eliminazione
     La concorrente è stata eliminata dal migliore della puntata
     La concorrente è stata eliminata dal voto di tutte le concorrenti
     La concorrente è stata eliminata sia dal migliore della puntata che dal voto di tutte le concorrenti
     La concorrente ha abbandonato la competizione
     La concorrente ha partecipato alla gara dei talenti, ha vinto ed ha ottenuto un vantaggio per i Fame Games
     La concorrente ha partecipato alla gara dei talenti, ma ha perso

### Tabella votazioni
|                 |          |         |          |          |         |         |         |       |         |         |      |      |
| Concorrente     | Voti     | Voti    | Voti     | Voti     | Voti    | Voti    | Voti    | Voti  | Voti    | Voti    | Voti | Voti |
| Jimbo           | Monica   | Naysha  | Darienne | Darienne | Kahanna | Jaymes  | Kahanna | LaLa  | Alexis  | Jessica |      |      |
| Kandy           | Darienne | Naysha  | Kasha    | Darienne | Kahanna | Jaymes  | Kahanna | LaLa  | Alexis  | Jessica |      |      |
| Jessica         | Monica   | Kahanna | Kasha    | Darienne | Kahanna | Jaymes  | Kahanna | LaLa  | Alexis  | Jimbo   |      |      |
| Alexis          | Monica   | Naysha  | Kasha    | Darienne | Kahanna | Jaymes  | Kahanna | LaLa  | Jessica |         |      |      |
| LaLa            | Darienne | Naysha  | Kasha    | Darienne | Kahanna | Jaymes  | Kahanna | Kandy |         |         |      |      |
| Kahanna         | Monica   | Naysha  | Kasha    | Darienne | Jessica | Jaymes  | Alexis  |       |         |         |      |      |
| Jaymes          | Darienne | Naysha  | Darienne | Darienne | Kahanna | Kahanna |         |       |         |         |      |      |
| Heidi           | Monica   | Naysha  | Darienne | Darienne | —       |         |         |       |         |         |      |      |
| Darienne        | Monica   | Naysha  | Kasha    | Jaymes   |         |         |         |       |         |         |      |      |
| Kasha           | Monica   | Kahanna | Darienne |          |         |         |         |       |         |         |      |      |
| Naysha          | Monica   | Kahanna |          |          |         |         |         |       |         |         |      |      |
| Monica          | Darienne |         |          |          |         |         |         |       |         |         |      |      |
|                 |          |         |          |          |         |         |         |       |         |         |      |      |
| Eliminata       | Monica   | Naysha  | Kasha    | Darienne | —       | Jaymes  | Kahanna | LaLa  | Alexis  | Jessica |      |      |
| Voto del gruppo | 7–4      | 7–3     | 5–4      | 7–1–0    | 6–1     | 5–1     | 4–1     | 3–1   | 2–1–0   | 1–1     |      |      |

Legenda
     La concorrente ha vinto la sfida e il playback e ha scelto la concorrente da eliminare
     La concorrente ha vinto la sfida, ma ha perso il playback e non ha potuto scegliere la concorrente da eliminare
     La concorrente ha vinto la sfida, ha perso il playback ma il suo voto è stato utilizzato per determinare uno spareggio
     La concorrente è a rischio eliminazione
     La concorrente è stata eliminata dalla migliore della puntata
     La concorrente è stata eliminata dal voto di tutte le concorrenti
     La concorrente è stata eliminata sia dalla migliore della puntata che dal voto di tutte le concorrenti
     La concorrente è stata eliminata sia dalla migliore della puntata che dal voto di tutte le concorrenti a seguito di uno spareggio
     La concorrente è stata eliminata

## Giudici
- RuPaul
- Michelle Visage
- Carson Kressley
- Ross Mathews
- Ts Madison

### Giudici ospiti
- Maude Apatow
- Brandon Boyd
- Zooey Deschanel
- Thom Filicia
- Javicia Leslie
- Idina Menzel
- Ego Nwodim
- Matt Rogers
- Adam Shankman
- JoJo Siwa
- Robin Thede
- Bowen Yang

## Special guest
- Raven
- Aja LaBeija
- Bobby Moynihan
- Pangina Heals
- Ra'Jah O'Hara
- Shannel
- Jasmine Kennedie
- Leland
- Angeria Paris VanMichaels
- Jorgeous
- Nicky Doll
- Alec Mapa
- Katya Zamolodchikova
- Silky Nutmeg Ganache
- Priyanka
- Sunday Riley
- Miguel Zarate

## Riassunto episodi

### Episodio 1 –The Fame Games
Il primo episodio dell'ottava edizione All Stars si apre con l'ingresso delle concorrenti nell'atelier. La prima ad entrare è Heidi N Closet, l'ultima è LaLa Ri. RuPaul fa il suo ingresso, annunciando l'inizio di una nuova edizione e dichiarando inoltre il ritorno dei duelli contro le "Lip-Sync Assassins".
- La mini sfida: le concorrenti dovranno indossare due look diversi (un look ispirato ad una celebrità d'epoca ed uno ispirato da una celebrità contemporanea) da presentare in una fashion week. Non viene dichiarata nessuna vincitrice, poiché l'esito della mini sfida sarà sommato a quello della sfida principale.
- La sfida principale: le concorrenti, divise in due gruppi, devono scrivere, produrre e coreografare un numero da girl group. Il primo gruppo è composto da Alexis, Darienne, Heidi, Kahanna, Kandy e Naysha, mentre il secondo è formato da Jaymes, Jessica, Jimbo, LaLa, Monica e Kasha. Una volta scritto il pezzo tutti i gruppi raggiungono il palcoscenico principale per le prove della coreografia.

| Concorrenti          | Nome girl group | Brano della performance                           |
| -------------------- | --------------- | ------------------------------------------------- |
| Alexis Michelle      | Fame Tarts      | "Money, Success, Fame, Glamour" (Glam Rock Remix) |
| Darienne Lake        | Fame Tarts      | "Money, Success, Fame, Glamour" (Glam Rock Remix) |
| Heidi N Closet       | Fame Tarts      | "Money, Success, Fame, Glamour" (Glam Rock Remix) |
| Kahanna Montrese     | Fame Tarts      | "Money, Success, Fame, Glamour" (Glam Rock Remix) |
| Kandy Muse           | Fame Tarts      | "Money, Success, Fame, Glamour" (Glam Rock Remix) |
| Naysha Lopez         | Fame Tarts      | "Money, Success, Fame, Glamour" (Glam Rock Remix) |
| Jaymes Mansfield     | Glitter Chicks  | "Money, Success, Fame, Glamour" (Disco Remix)     |
| Jessica Wild         | Glitter Chicks  | "Money, Success, Fame, Glamour" (Disco Remix)     |
| Jimbo                | Glitter Chicks  | "Money, Success, Fame, Glamour" (Disco Remix)     |
| LaLa Ri              | Glitter Chicks  | "Money, Success, Fame, Glamour" (Disco Remix)     |
| Monica Beverly Hillz | Glitter Chicks  | "Money, Success, Fame, Glamour" (Disco Remix)     |
| Mrs. Kasha Davis     | Glitter Chicks  | "Money, Success, Fame, Glamour" (Disco Remix)     |

Giudice ospite della puntata è Idina Menzel. Il tema della sfilata è Famous Forever, dove le concorrenti devono sfoggiare il loro abito da sera preferito. RuPaul dichiara Heidi, Kandy, Naysha, Jessica, Jimbo e Kasha salve, e lascia le altre concorrenti sul palco per le critiche; dopodiché, dichiara Kahanna Montrese la migliore, mentre Darienne Lake e Monica Beverly Hillz le peggiori. Alexis, Jaymes e LaLa si posizionano a metà e sono salve. Le concorrenti vengono mandate nel backstage per decidere chi verrà eliminata. Al ritorno sul palcoscenico, RuPaul annuncia la "Lip-Sync Assassin", Aja LaBeija, concorrente della nona edizione e della terza edizione All Stars.
- L'eliminazione: Kahanna Montrese e Aja LaBeija si esibiscono in playback sulla canzone Freakum Dress di Beyoncé. Aja LaBeija viene dichiarata vincitrice del playback e rivela che le concorrenti hanno scelto di eliminare Monica Beverly Hillz.

### Episodio 2 –It's RDR Live!
Il secondo episodio inizia con le concorrenti che rientrano nell'atelier dopo l'eliminazione di Monica, con Kahanna al settimo cielo per aver vinto la sua prima sfida. Intanto si discute sul risultato della votazione, con Kandy, LaLa e Jaymes che spiegano di aver votato Darienne solo per offrire a Monica un'opportunità che in passato è sfumata troppo presto.
- La sfida principale:  le concorrenti, divise in tre gruppi, prendono parte al comedy show in diretta dal titolo RDR Live, parodia del Saturday Night Live. Durante l'assegnazione dei ruoli, si vengono a creare delle tensioni fra alcune delle concorrenti che vogliono interpretare lo stesso personaggio. Poco dopo, RuPaul fa il suo ritorno nell'atelier insieme all'attore Bobby Moynihan, che offrono consigli su come eccellere in una sfida di improvvisazione comica.

Giudice ospite della puntata è Robin Thede. Il tema della sfilata è Net Gala, dove le concorrenti devono sfoggiare un abito con una stoffa retinata. RuPaul dichiara Kandy, Kasha, Jessica, LaLa, Darienne ed Alexis salve, e lascia le altre concorrenti sul palco per le critiche; dopodiché, dichiara Jimbo la migliore, mentre Naysha Lopez e Kahanna Montrese le peggiori. Heidi e Jaymes si posizionano a metà e sono salve. Le concorrenti vengono mandate nel backstage per decidere chi verrà eliminata. Al ritorno sul palcoscenico, RuPaul annuncia la "Lip-Sync Assassin", Pangina Heals, concorrente della prima edizione UK vs the World e co-conduttrice di Drag Race Thailand.
- L'eliminazione: Jimbo e Pangina Heals si esibiscono in playback sulla canzone She Bop di Cyndi Lauper. Pangina Heals viene dichiarata vincitrice del playback e rivela che le concorrenti hanno scelto di eliminare Naysha Lopez.

### Episodio 3 –The Supermarket Ball
Il terzo episodio inizia con le concorrenti che rientrano nell'atelier dopo l'eliminazione di Naysha, con Jessica particolarmente dispiaciuta per l'uscita di una sua cara amica. Successivamente durante il controllo dei risultati della votazione, Jessica e Kasha ammettono di aver votato Kahanna spiegando ognuna le proprie motivazioni, e quest'ultima ne è infastidita poiché ritiene di non meritarselo, avendo vinto la puntata precedente.
- La sfida principale: le concorrenti partecipano al The Supermarket Ball, dove presenteranno tre look differenti; il terzo dovrà essere cucito e assemblato a mano. Le categorie sono:
  - Legen-dairy Queen: un look ispirato al reparto dei latticini e derivati;
  - Fruity Patootie: un look ispirato al reparto frutta e verdura;
  - Supermarket Supermodel:  un look realizzato in giornata con oggetti e materiali che si possono trovare in un supermercato.

Giudice ospite della puntata è JoJo Siwa. RuPaul dichiara Kahanna, Jaymes, Alexis e Heidi salve, e lascia le altre concorrenti sul palco per le critiche; dopodiché, dichiara Jessica Wild la migliore, mentre Darienne Lake e Mrs. Kasha Davis le peggiori. Jimbo, Kandy e LaLa si posizionano a metà e sono salve. Le concorrenti vengono mandate nel backstage per decidere chi verrà eliminata. Al ritorno sul palcoscenico, RuPaul annuncia la "Lip-Sync Assassin", Ra'Jah O'Hara, concorrente dell'undicesima edizione, della sesta edizione All Stars e vincitrice della prima edizione Canada vs the World.
- L'eliminazione: Jessica Wild e Ra'Jah O'Hara si esibiscono in playback sulla canzone Coconuts di Kim Petras. Jessica Wild viene dichiarata vincitrice del playback e rivela di aver scelto Mrs. Kasha Davis come concorrente da eliminare.

### Episodio 4 –Screen Queens
Il quarto episodio inizia con le concorrenti che rientrano nell'atelier dopo l'eliminazione di Kasha, con Jessica al settimo cielo per essere la prima concorrente a vincere un lip sync contro una "Lip-Sync Assassin". Successivamente durante il controllo dei risultati della votazione, Darienne si sente molto amareggiata visto il suo percorso in costante discesa.
- La sfida principale: le concorrenti, divise in tre squadre, devono  ideare, realizzare e produrre uno episodio pilota per le loro serie tv, insieme alla relativa locandina pubblicitaria. Per determinare le squadre, le concorrenti devono far scoppiare dei palloncini, pieni di coriandoli colorati, appesi ai membri della Pit Crew. Il primo team è composto da LaLa, Kahanna e Heidi, il secondo team è formato da Darienne, Jaymes ed Alexis ed, infine, l'ultimo team comprende Kandy, Jessica e Jimbo. Durante la scrittura dello spot, nell'ultimo gruppo si vengono a creare delle tensioni fra Kandy e Jimbo, poiché risente della mancanza di una vera leader all'interno della squadra. Dopo aver scritto il copione, le concorrenti raggiungono Michelle Visage, che aiuta a produrre gli spot nel ruolo di regista.

Giudice ospite della puntata è Maude Apatow. Il tema della sfilata è Ass the World Turns, dove le concorrenti devono sfoggiare un abito con il fondoschiena scoperto. RuPaul dichiara Heidi, Kahanna e LaLa salve, e lascia le altre concorrenti sul palco per le critiche; dopodiché, dichiara Jimbo la migliore, mentre Jaymes Mansfield, Darienne Lake ed Alexis Michelle le peggiori. Kandy e Jessica si posizionano a metà e sono salve. Le concorrenti vengono mandate nel backstage per decidere chi verrà eliminata. Al ritorno sul palcoscenico, RuPaul annuncia la "Lip-Sync Assassin", Shannel, concorrente della prima edizione e della prima edizione All Stars.
- L'eliminazione: Jimbo e Shannel si esibiscono in playback sulla canzone Bad Reputation di Joan Jett. Shannel viene dichiarata vincitrice del playback e rivela che le concorrenti hanno scelto di eliminare Darienne Lake.

### Episodio 5 –Snatch Game of Love
Il quinto episodio inizia con le concorrenti che rientrano nell'atelier dopo l'eliminazione di Darienne, con Jimbo al settimo cielo per la sua seconda vittoria. Successivamente durante il controllo dei risultati della votazione, che ha determinato in maniera unanime l'eliminazione di Darienne, anche Jimbo ammette di aver scelto Darienne come concorrente da eliminare.
- La sfida principale: le concorrenti prendono parte alla sfida più attesa in ogni edizione, lo Snatch Game of Love, basato sul gioco americano The Dating Game, noto in Italia come Il gioco delle coppie. Le partecipanti devono scegliere una celebrità da impersonare, cercando di sedurre un corteggiatore attraverso le domande che vengono loro fatte. Le celebrità scelte dalle concorrenti sono state:

| Corteggiatore | Concorrenti      | Celebrità impersonata |
| ------------- | ---------------- | --------------------- |
| Matt Rogers   | Heidi N Closet   | Barbanera             |
| Matt Rogers   | Jaymes Mansfield | Jennifer Coolidge     |
| Matt Rogers   | Jessica Wild     | Iris Chacón           |
| Matt Rogers   | Kahanna Montrese | Coco Montrese         |
| Bowen Yang    | Alexis Michelle  | Bea Arthur            |
| Bowen Yang    | Jimbo            | Shirley Temple        |
| Bowen Yang    | Kandy Muse       | Renee Graziano        |
| Bowen Yang    | LaLa Ri          | Sukihana              |

Giudici ospiti della puntata sono Matt Rogers e Bowen Yang. Prima della sfilata, Heidi N Closet decide di abbandonare la competizione. Il tema della sfilata è RuVeal Yourself, dove le concorrenti devono presentare più abiti sulle passerella attraverso la tecnica del trasformismo. RuPaul dichiara Kandy e LaLa salve, e lascia le altre concorrenti sul palco per le critiche; dopodiché, dichiara Jimbo la migliore, mentre Jessica Wild e Kahanna Montrese le peggiori. Jaymes ed Alexis si posizionano a metà e sono salve. Al ritorno sul palcoscenico, RuPaul annuncia la "Lip-Sync Assassin", Jasmine Kennedie, concorrente della quattordicesima edizione.
- L'eliminazione: Jimbo e Jasmine Kennedie si esibiscono in playback sulla canzone Hallucinate di Dua Lipa. Jasmine Kennedie viene dichiarata vincitrice del playback ma, prima che venga rivelato il nome da eliminare, RuPaul dichiara che in questa puntata nessuna verrà eliminata, visto il ritiro di Heidi N Closet.

### Episodio 6 –JOAN: The Unauthorized Rusical!
Il sesto episodio inizia con le concorrenti che rientrano nell'atelier, tutte sorprese e contente per la scelta dei giudici di non eliminare nessuna concorrente. Successivamente durante il controllo dei risultati della votazione, che avrebbe determinato in maniera unanime l'eliminazione di Kahanna, quest'ultima vuole usare questa opportunità per tornare tre le concorrenti migliori nella prossima sfida. Il giorno successivo nell'atelier le concorrenti notano che i quadri di RuPaul sono stati sostituiti da vari ritratti di Joan Crawford.
- La sfida principale: le concorrenti devono esibirsi nel nuovo musical Joan: The Unauthorized Rusical, un musical dedicato alla vita dell'omonima attrice statunitense, alla sua evoluzione nel panorama cinematografico e a quella della sua vita privata trasportata nel romanzo Mammina cara. Ad ogni concorrente viene assegnata un'epoca diversa della vita di Joan Crawford. Una volta assegnati i ruoli, le concorrenti raggiungono Leland che offre loro consigli e aiuto per la registrazione del pezzo. Successivamente le concorrenti incontrano il coreografo Adam Shankman, con il quale organizzano la coreografia per il brano.

| Concorrente      | Epoca di Joan Crawford    |
| ---------------- | ------------------------- |
| Alexis Michelle  | Country Rodeo Joan        |
| Jaymes Mansfield | Mommie Dearest Joan       |
| Jessica Wild     | Bring Me the Axe Joan     |
| Jimbo            | Hag Superstar Joan        |
| Kahanna Montrese | MGM Queen Joan            |
| Kandy Muse       | No More Wire Hangers Joan |
| LaLa Ri          | Let's Go Joan             |

Giudice ospite della puntata è Adam Shankman. Il tema della sfilata è Nights of 1000 Grace Jones, dove le concorrenti devono sfoggiare un abito che rispecchi un look iconico di Grace Jones. RuPaul dichiara Alexis e Jimbo salve, e lascia le altre concorrenti sul palco per le critiche; dopodiché, dichiara Kandy Muse la migliore, mentre Kahanna Montrese e Jaymes Mansfield le peggiori. Jessica ed LaLa si posizionano a metà e sono salve. Al ritorno sul palcoscenico, RuPaul annuncia la "Lip-Sync Assassin", Angeria Paris VanMichaels, concorrente della quattordicesima edizione.
- L'eliminazione: Kandy Muse e Angeria Paris VanMichaels si esibiscono in playback sulla canzone I'm Not Perfect (But I'm Perfect for You) di Grace Jones. Kandy Muse viene dichiarata vincitrice del playback e rivela di aver scelto Jaymes Mansfield come concorrente da eliminare.

### Episodio 7 –Forensic Queens
Il settimo episodio inizia con le concorrenti che rientrano nell'atelier dopo l'eliminazione di Jaymes, con Kandy al settimo cielo per essere la seconda concorrente a vincere un lip sync contro una "Lip-Sync Assassin". Successivamente durante il controllo dei risultati della votazione, si scopre che anche il resto delle concorrenti ha scelto di eliminare Jaymes.
- La sfida principale: le concorrenti devono improvvisare in uno spettacolo true-crime, Wha-Ha-Happened to Lil' Poundcake, nel quale si investiga sulla scomparsa di Lil' Poundcake, pupazzo creato e reso virale durante la quinta edizione. Durante l'assegnazione dei ruoli, si vengono a creare delle tensioni fra alcune delle concorrenti che vogliono interpretare lo stesso personaggio. Kahanna si sente stremata da un'altra sfida di recitazione e annuncia di voler abbandonare la competizione; RuPaul fa quindi il suo ingresso nell'atelier per rimettere in riga le concorrenti.

| Concorrente      | Nome personaggio | Ruolo                           |
| ---------------- | ---------------- | ------------------------------- |
| Alexis Michelle  | Effie Lee Bailey | Procuratore distrettuale        |
| Jessica Wild     | Ura Dragg        | Concorrente Drag Race All Stars |
| Jimbo            | Eva Dentz        | Esaminatrice forense            |
| Kahanna Montrese | Imma Fox         | Concorrente Drag Race All Stars |
| Kandy Muse       | Anita Klew       | Detective                       |
| LaLa Ri          | Shari Coleman    | Guardia di sicurezza            |

Giudice ospite della puntata è Javicia Leslie. Il tema della sfilata è Miss... Fill in the Blanks, dove le concorrenti devono sfoggiare un abito che rappresenti una Miss di un concorso a loro piacimento. Dopo la sfilata e le critiche dei giudici, RuPaul dichiara LaLa Ri la migliore, mentre Kahanna Montrese e Alexis Michelle le peggiori. Jessica, Jimbo e Kandy si posizionano a metà e sono salve. Al ritorno sul palcoscenico, RuPaul annuncia la "Lip-Sync Assassin", Jorgeous, concorrente della quattordicesima edizione.
- L'eliminazione: LaLa Ri e Jorgeous si esibiscono in playback sulla canzone About Damn Time di Lizzo. LaLa Ri viene dichiarata vincitrice del playback e rivela di aver scelto Kahanna Montrese come concorrente da eliminare.

### Episodio 8 –You're a Winner Baby!
L'ottavo episodio inizia con le concorrenti che rientrano nell'atelier dopo l'eliminazione di Kahanna, con LaLa al settimo cielo per aver vinto sia la sua prima sfida che il lip sync.  Durante il controllo dei risultati della votazione, che avrebbe determinato in maniera unanime l'eliminazione di Kahanna, Alexis si sente molto amareggiata poiché è l'unica concorrente rimaste in gara a non aver ottenuto ancora una vittoria.
- La sfida principale: le concorrenti devono realizzare un outfit usando i materiali e tessuti che troveranno nella valigia di una ex vincitrice di RuPaul's Drag Race All Stars. Avendo vinto la puntata precedente LaLa Ri può scegliere la propria e assegnare poi le valigie alle altre concorrenti. Durante i preparativi della sfida Raven e Shannel, entrambe concorrenti nella prima edizione All Stars, fanno il loro ingresso nell'atelier, offrendo alle concorrenti consigli su come eccellere in una sfida di design. Le vincitrici assegnate alle concorrenti sono state:

| Concorrente     | Vincitrice         | Edizione All Stars |
| --------------- | ------------------ | ------------------ |
| Alexis Michelle | Trinity The Tuck   | 4ª edizione        |
| Jessica Wild    | Kylie Sonique Love | 6ª edizione        |
| Jimbo           | Trixie Mattel      | 3ª edizione        |
| Kandy Muse      | Monét X Change     | 4ª edizione        |
| LaLa Ri         | Shea Couleé        | 5ª edizione        |

Giudice ospite della puntata è Brandon Boyd. Il tema della sfilata è You're a Winner Baby!, dove le concorrenti devono presentare l'abito appena creato. Dopo la sfilata e le critiche dei giudici, RuPaul dichiara Alexis Michelle la migliore, mentre Kandy Muse e LaLa Ri le peggiori. Jessica e Jimbo si posizionano a metà e sono salve. Al ritorno sul palcoscenico, RuPaul annuncia la "Lip-Sync Assassin", Nicky Doll, concorrente della dodicesima edizione e conduttrice di Drag Race France.
- L'eliminazione: Alexis Michelle e Nicky Doll si esibiscono in playback sulla canzone These Boots Are Made for Walkin' di Nancy Sinatra. Alexis Michelle viene dichiarata vincitrice del playback e rivela di aver scelto LaLa Ri come concorrente da eliminare.

### Episodio 9 –Carson Kresseley, This Is Your Gay Life
Il nono episodio inizia con le concorrenti che rientrano nell'atelier dopo l'eliminazione di LaLa, con Alexis che afferma che la scelta di eliminare una sua cara amica era stato molto difficile. Durante il controllo dei risultati della votazione, che avrebbe comunque determinato l'eliminazione di LaLa, Kandy si sente determinata a tornare tra le concorrenti migliori.
- La sfida principale: le concorrenti prendono parte al RuPaul's Roast dedicato a Carson Kressley, dove devono prendere in giro in maniera scherzosa Kressley e i restanti giudici. Avendo vinto la puntata precedente, Alexis decidono l'ordine di esibizione che è: Alexis, Jessica, Kandy ed, infine, Jimbo. Una volta scritte le battute, ogni concorrente raggiunge il palco principale dove ricevono consigli da Michelle Visage e Alec Mapa.

Giudice ospite della puntata è Thom Filicia. Il tema della sfilata è Snow Bunny, dove le concorrenti devono sfoggiare un abito ispirato all'inverno. Dopo la sfilata e le critiche dei giudici, RuPaul dichiara Jimbo la migliore, mentre le altre sono automaticamente le peggiori. Al ritorno sul palcoscenico, RuPaul annuncia la "Lip-Sync Assassin", Silky Nutmeg Ganache, concorrente dell'undicesima edizione, della sesta edizione All Stars e della prima edizione Canada vs the World.
- L'eliminazione: Jimbo e Silky Nutmeg Ganache si esibiscono in playback sulla canzone Freak-A-Zoid dei Midnight Star. Jimbo viene dichiarata vincitrice del playback e rivela di aver scelto Alexis Michelle come concorrente da eliminare.

### Episodio 10 –The Letter "L"
Il decimo episodio inizia con le concorrenti che rientrano nell'atelier dopo l'eliminazione di Alexis, al settimo cielo per essere le ultime tre rimaste. Durante il controllo dei risultati della votazione, che avrebbe comunque determinato l'eliminazione di Alexis, Kandy afferma di aver votato per Alexis poiché, nonostante la loro mini alleanza, Alexis non aveva mantenuto la sua promessa con LaLa Ri quindi non era sicura se fidarsi del tutto della sua lealtà.
- La mini sfida: le concorrenti devono decorare dei corsetti ispirandosi alla boccette di profumo del marchio Jean-Paul Gaultier, per poi prendere parte ad un servizio fotografico per pubblicizzare la loro fragranza personale. La vincitrice della mini sfida è Jessica Wild.
- La sfida principale: le concorrenti devono truccare e preparare alcune donne lesbiche, con l'obiettivo di farle diventare simili in drag. Per determinare le coppie, le donne lesbiche devono pescare a sorte un rossetto con il nome di una delle concorrenti in gara. Durante la preparazione della sfida, le concorrenti e le donne lesbiche  si confrontano tra loro su diverse questioni, come ad esempio come le donne hanno dovuto affrontare vari tipi di discriminazione in base al loro orientamento sessuale, mentre le concorrenti discutono su come devono costantemente dare il massimo per essere accettate nella società.

| Concorrente  | Donne lesbiche (Nome Reale) | Donne lesbiche (Nome in Drag) |
| ------------ | --------------------------- | ----------------------------- |
| Jessica Wild | Lisa Changadveja            | Kitty Wild                    |
| Jimbo        | Amanda-Faye Jimenez         | Sissy Delicious               |
| Kandy Muse   | Angie Evans                 | Kookie Muse                   |

Giudice ospite della puntata è Zooey Deschanel. Il tema della sfilata è Drag Family Resemblence, dove le concorrenti e le donne lesbiche  devono sfoggiare due abiti che rappresentano la loro famiglia drag. Dopo la sfilata e le critiche dei giudici, RuPaul dichiara Kandy Muse la migliore, mentre le altre sono automaticamente le peggiori. RuPaul annuncia la "Lip-Sync Assassin", Priyanka, vincitrice della prima edizione di Canada's Drag Race.
- L'eliminazione: Kandy Muse e Priyanka si esibiscono in playback sulla canzone Jumpin' Jumpin' delle Destiny's Child. Priyanka viene dichiarata vincitrice del playback, tuttavia rivela che il voto delle concorrenti ha determinato un pareggio tra Jessica Wild e Jimbo. RuPaul annuncia che sarà il voto della migliore della puntata a decretare la concorrente da eliminare. Kandy Muse rivela quindi di aver scelto Jessica Wild come concorrente da eliminare dalla competizione.

### Episodio 11 –The Fame Games Variety Extravaganza
L'undicesimo episodio inizia con le concorrenti che rientrano nell'atelier dopo l'eliminazione di Jessica, entrambe al settimo cielo per essere la prima finale a due nella storia dello show. Il giorno successivo RuPaul fa il suo ingresso nell'atelier annunciando che questa settimana tutte le concorrenti eliminate rientreranno (ad eccezione di Heidi N Closet) con l'obbiettivo di aumentare le loro possibilità di vittoria al titolo di Queen of the Fame Games.
- La mini sfida: le concorrenti devono "leggersi" a vicenda, ovvero dirsi qualcosa di cattivo l'un l'altra in modo scherzoso. La vincitrice è Mrs. Kasha Davis.
- La sfida principale: le concorrenti eliminate prendono parte al Fame Games Variety Extravaganza, ovvero una gara di talenti dove si esibiranno davanti ai giudici; mentre le due finaliste, Jimbo e Kandy Muse, saranno la presentatrici dello show. Le concorrenti decidono di esibirsi nelle seguenti categorie:

| Concorrente          | Talento dell'esibizione |
| -------------------- | ----------------------- |
| Monica Beverly Hillz | Canto e ballo           |
| Naysha Lopez         | Lip sync e flamenco     |
| Mrs. Kasha Davis     | Canto e ballo           |
| Darienne Lake        | Stand-up comedy         |
| Jaymes Mansfield     | Cabaret                 |
| Kahanna Montrese     | Canto e cheerleading    |
| LaLa Ri              | Canto e ballo           |
| Alexis Michelle      | Cabaret                 |
| Jessica Wild         | Canto e ballo           |
|                      |                         |
| Jimbo                | Cabaret                 |
| Kandy Muse           | Canto e ballo           |

Giudice ospite della puntata è Ego Nwodim. Dopo la sfilata e le critiche dei giudici, RuPaul dichiara Jaymes Mansfield e LaLa Ri le migliori della sfida. Prima del playback della vittoria viene comunicato che le concorrenti migliori si sfideranno per decretare la migliore della puntata che otterrà un vantaggio per ottenere il titolo di Queen of the Fame Games.
- Il playback della vittoria: Jaymes Mansfield e LaLa Ri si esibiscono in playback sulla canzone Rain on Me di Lady Gaga e Ariana Grande. RuPaul annuncia che sia Jaymes Mansfield e LaLa Ri sono vincitrici, ed entrambe ottengono un vantaggio per i Fame Games; Jaymes ottiene la possibilità di raddoppiare i suoi voti totali, mentre LaLa Ri quella di triplicarli.

### Episodio 12 –Grand Finale
Il dodicesimo ed ultimo episodio di quest'edizione si apre con le concorrenti che rientrano nell'atelier, discutono nell'atelier su chi riuscirà a vincere l'edizione e su chi riuscirà ad ottenere il suo posto nella Drag Race Hall of Fame, oltre al titolo di Queen of the Fame Games dedicato alle concorrenti eliminate.
Per l'ultima prova, prima di incoronare la vincitrice di quest'edizione, le concorrenti devono esibirsi in numeri coreografici con musiche originali scritte appositamente per loro, oltre a prendere parte a un podcast con RuPaul e Michelle Visage.
Per la coreografia, le concorrenti hanno come istruttore Miguel Zarate. Durante la prova per la coreografia, sia Kandy che Jimbo hanno problemi con le rispettive coreografie soliste. Nel frattempo a uno a uno le concorrenti prendono parte al podcast dove RuPaul e Michelle Visage fanno domande sulla loro esperienza in questa edizione di RuPaul's Drag Race All Stars.
I giudici della puntata sono: RuPaul, Michelle Visage, Ross Mathews e Carson Kressley. Il tema della sfilata è Finale Fabulosity, dove tutte le concorrenti dell'edizione devono sfilare con il loro vestito migliore.
Prima di comunicare il giudizio, viene eletta la vincitrice dei Fame Games. A  vincere il titolo è stata LaLa Ri, guadagnando il titolo di Queen of the Fame Games. Dopo le critiche dei giudici RuPaul comunica che le due finaliste hanno fatto un'ottima performance e che si affronteranno insieme per la sfida finale. Jimbo e Kandy Muse si esibiscono in playback sulla canzone Do Ya Wanna Funk di Sylvester e Patrick Cowley. Dopo l'esibizione RuPaul decide che Jimbo è la vincitrice dell'ottava edizione di RuPaul's Drag Race All Stars.